# Ferdinand Schuech
Ferdinand Schuech (* 16. April 1919; † 20. Mai 1992) war ein österreichischer Tischtennisnationalspieler mit aktiver Zeit von den 1930er Jahren bis in die 1950er Jahre. 1939 wurde er Zweiter bei den Deutschen Meisterschaften. Er nahm an mindestens vier Weltmeisterschaften teil.

## Karriere
Nach dem Anschluss Österreichs an Deutschland 1938 nahm Ferdinand Schuech an deutschen Turnieren teil. 1937 gewann er mit dem Team Ostmark in Breslau den Deutschlandpokal. Bei der Deutschen Meisterschaft 1939 in Frankfurt am Main erreichte er im Einzel das Endspiel, das er gegen seinen Landsmann Otto Eckl verlor.
Nach dem Zweiten Weltkrieg wurde er wieder für Österreich aktiv. In den 1940er Jahren spielte er beim Verein Schwarz-Weiß Wien. 1950 wurde er österreichischer Meister im Mixed mit Steinemer. Dazu kommen insgesamt drei zweite Plätze, 1946 im Mixed mit Ottilie Graszl, 1951 im Doppel mit Heinrich Bednar und 1954 im Doppel mit Karl Wegrath.
Mit der österreichischen Mannschaft gewann er bei der Weltmeisterschaft 1947 Bronze. 1949 und 1950 kam er mit dem Team auf Platz 7, 1951 auf Platz 13.